# Gaokao
 (juin 2012).
Si vous disposez d'ouvrages ou d'articles de référence ou si vous connaissez des sites web de qualité traitant du thème abordé ici, merci de compléter l'article en donnant les références utiles à sa vérifiabilité et en les liant à la section « Notes et références ».
Le Concours national d'entrée dans l'enseignement supérieur (chinois : 普通高等学校招生全国统一考试 ; pinyin : pǔtōng gāoděng xuéxiào zhāoshēng quánguó tǒngyī kǎoshì ; litt. « Examen unifié national de recrutement en établissements supérieurs ordinaires »), généralement abrégé en Gaokao (高考, gāokǎo), est un concours sur plusieurs jours, à la fin de l'enseignement secondaire du lycée, qui sert d'examen d'entrée pour les études dans l'enseignement supérieur en Chine. Il a un niveau équivalent au baccalauréat français. Cependant, le Gaokao reste plus compliqué que l'examen français. Il existe des Tests académiques du lycée en première qui attestent la réussite du cursus au lycée. 
Il concerne chaque année 9,15 millions d'adolescents et contient un examen de langues chinoise et anglaise, de mathématiques et de sciences ou sciences humaines.

## Histoire
Le taux de scolarisation était historiquement faible (entre 10 et 20 % jusqu'à la République de Chine et l'est resté au début de la République populaire de Chine dans les années 1950 et 1960. Lors de la révolution culturelle (1966-1976), le concours de recrutement des collèges et des universités a été suspendu.
Le gaokao recommence en 1977, avec 5,7 millions de candidats pour 273 000 places en université. Le ratio du nombre de candidats sur le nombre de recrutements est passé de 4 % en 1977 à 75 % en 2012.
En 1999, élargissement de l'inscription.